# فينس مارتن
فينس مارتن (بالإنجليزية: Vince Martin)‏ هو موظف مدني وسياسي أسترالي، ولد في 14 مايو 1920 في سيدني في أستراليا، وتوفي في 10 مارس 2001 في أستراليا بسبب سرطان. حزبياً، نشط في حزب العمال الأسترالي. وقد انتخب عضو مجلس النواب الأسترالي عن دائرة Division of Banks ‏ (25 أكتوبر 1969 – 18 أكتوبر 1980).